# Stadion Slavko Maletin Vava
Das Stadion Slavko Maletin Vava ist ein Fußballstadion mit Leichtathletikanlage in der serbischen Kleinstadt Bačka Palanka, in dem der Fußballverein FK Bačka seine Heimspiele austrägt. Das Stadion fasst bis zu 5.500 Zuschauer.